# Georges Alary
Pour les articles homonymes, voir Alary.

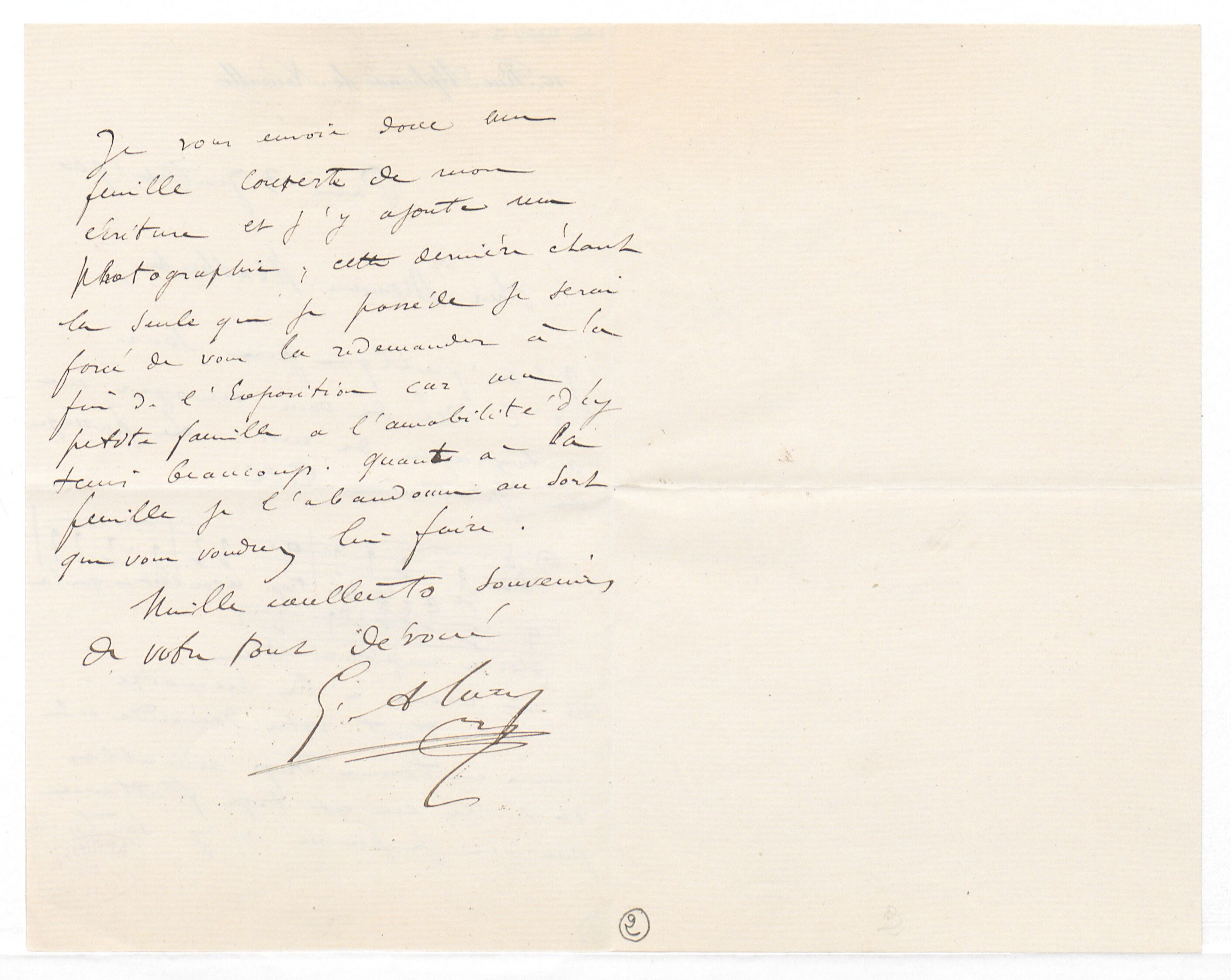
Lettre autographe de Georges Alary au musicologue Charles Malherbe en 1900.

Jean-Baptiste Marie Louis Georges Alary est un compositeur français né à Aurillac le 28 novembre 1850 et mort à Clermont-Ferrand le 30 décembre 1928.

## Biographie
Il fait ses études au collège d'Aurillac puis dans une école de droit à Paris et devient l'élève d'Augustin Savard et d'Henri Reber au Conservatoire. Il y obtient un premier prix d'harmonie en 1874 et un premier accessit de contrepoint et fugue en 1876. 
Il dirige pendant plusieurs années les soirées musicales de la société de musique de chambre La Trompette à Paris, suppléant puis succédant à leur fondateur Émile Lemoine.
Comme compositeur, il est l'auteur de chœurs et mélodies, de quelques pièces symphoniques (dont une Symphonie jouée en 1885 et une autre en 1892), et surtout de nombreuses pièces de musique de chambre d'une valeur reconnue en son temps. Il est d'ailleurs récompensé du prix Chartier de l'Académie des beaux-arts en 1895 pour la qualité de sa production dans le genre.
Une de ses œuvres les plus célèbres est la Chanson groënlandaise (op. 41) parue en 1905 chez Durdilly, sur des paroles de Jules Verne. Quant à son Morceau de concours (op. 57) pour trompette et piano (souvent attribué par erreur à Giulio Alary), il connaît de nombreuses rééditions et figure toujours au répertoire des apprentis trompettistes aujourd'hui.
Il est également l'auteur de l'article « Le violoncelle » de l'Encyclopédie de la musique et dictionnaire du conservatoire de Lavignac et de La Laurencie. 

## Œuvres
Parmi ses compositions dotées d'un numéro d'opus figurent notamment :
- Quatuor à cordes n° 1, en mi mineur, op. 5
- Concertstück pour violon et piano, op. 9
- Quatuor avec piano en mi bémol majeur, op. 12
- Quatuor à cordes n° 2, en fa majeur, op. 14
- Quatuor à cordes [n° 5], en la mineur, op. 16
- Thème varié avec intermède, pour sextuor à cordes, op. 17
- Quatuor à cordes n° 3, en sol mineur, op. 25
- Sextuor à cordes en fa majeur, op. 35
- Chœurs sans accompagnement, op. 37 (7 chœurs, sur des poèmes de Victor Hugo, Alfred de Musset, Paul Verlaine, Jean Richepin et Leconte de Lisle)[11]

- Sérénade pour chant et piano, op. 39
- Chanson groënlandaise pour chant et piano, paroles de Jules Verne, op. 41
- Quintette-Fantaisie, pour 2 violons, 2 altos et violoncelle, op. 43
- Le Kosak, pour chant et piano, poésie de Pouchkine (traduction de Bouviller), op. 44
- Quintette avec piano en ré majeur, op. 45
- Berceuse philosophique pour chant et piano, op. 47
- Morceau de concours pour trompette avec accompagnement de piano, op. 57, écrit pour le concours du Conservatoire de Paris de 1900[12]
- Aube marine pour chant et piano, poésie de Paul Musurus, op. 58
- Quatuor à cordes n° 4, en sol mineur, op. 60
- Ô lumineux matin pour chant et piano, poésie de la comtesse Mathieu de Noailles, op. 63
- Quintette avec piano n° 2, dédié à la mémoire de Brahms, op. 71
- Regrets pour chant et piano, poésie d'Arsène Vermenouze, op. 75
- Aubade printanière pour chant et piano, op. 76
- Les Oiseaux poètes pour chant et quatuor à cordes (ou piano), op. 77
- Quatuor à cordes n° 6, en mi bémol majeur
- Variations déconcertantes sur un thème connu [La Marseillaise], pour quatuor à cordes